# أمنية عبد القوي
أمنية عبد القوي (15 أغسطس 1985) لاعبة سكواش مصرية محترفة من مواليد محافظة الجيزة.

## المشاركات العالمية

### بطولة العالم المفتوحة
| النتيجة | السنة | المكان         | المنافس      | النتيجة في النهائي |
| الوصيف  | 2014  | شرم الشيخ، مصر | نيكول دايفيد | 11–5, 11–8, 11–6   |

### بطولة هونج كونغ
| النتيجة | السنة | المكان    | المنافس      | النتيجة في النهائي |
| الوصيف  | 2015  | هونغ كونغ | نيكول دايفيد | 11-4, 11-7, 11-7   |

## روابط خارجية
- أمنية عبد القوي على موقع الاتحاد الدولي لمحترفي الاسكواش (مؤرشف) (الإنجليزية)
- أمنية عبد القوي على موقع SquashInfo.com (الإنجليزية)
- أمنية عبد القوي على موقع الجمعية الدولية للألعاب العالمية (الإنجليزية)